# Valeggio
Valeggio är en ort och kommun i provinsen Pavia i regionen Lombardiet i Italien. Kommunen hade 217 invånare (2018).